# La Chapelle-Largeau
La Chapelle Largeaux è un ex comune francese situato nel dipartimento di Deux-Sèvres e associato dal 1º gennaio 1973 al comune di Mauléon.
La chiesa di La Chapelle-Largeau ospita al suo ingresso un grande pannello di legno scolpito con l'effigie del vandeano Maxime Réal del Sarte, inquadrato da una parte e dall'altra dal martirologio della parrocchia e dai nomi delle vittime della rivoluzione dei dintorni, datante dal 1793, per una parte e dal 1800 per l'altra.

## Geografia
Situato a nordovest di Deux-Sèvres, al confine dei dipartimenti vicini del Maine-et-Loire e della Vandea, La Chapelle-Largeau è un antico comune, associato al comune di Mauléon. Esso ha una lunghezza di 12 km e una larghezza che non supera i 3 km.